# Lindenstraße 5 (Thundorf in Unterfranken)

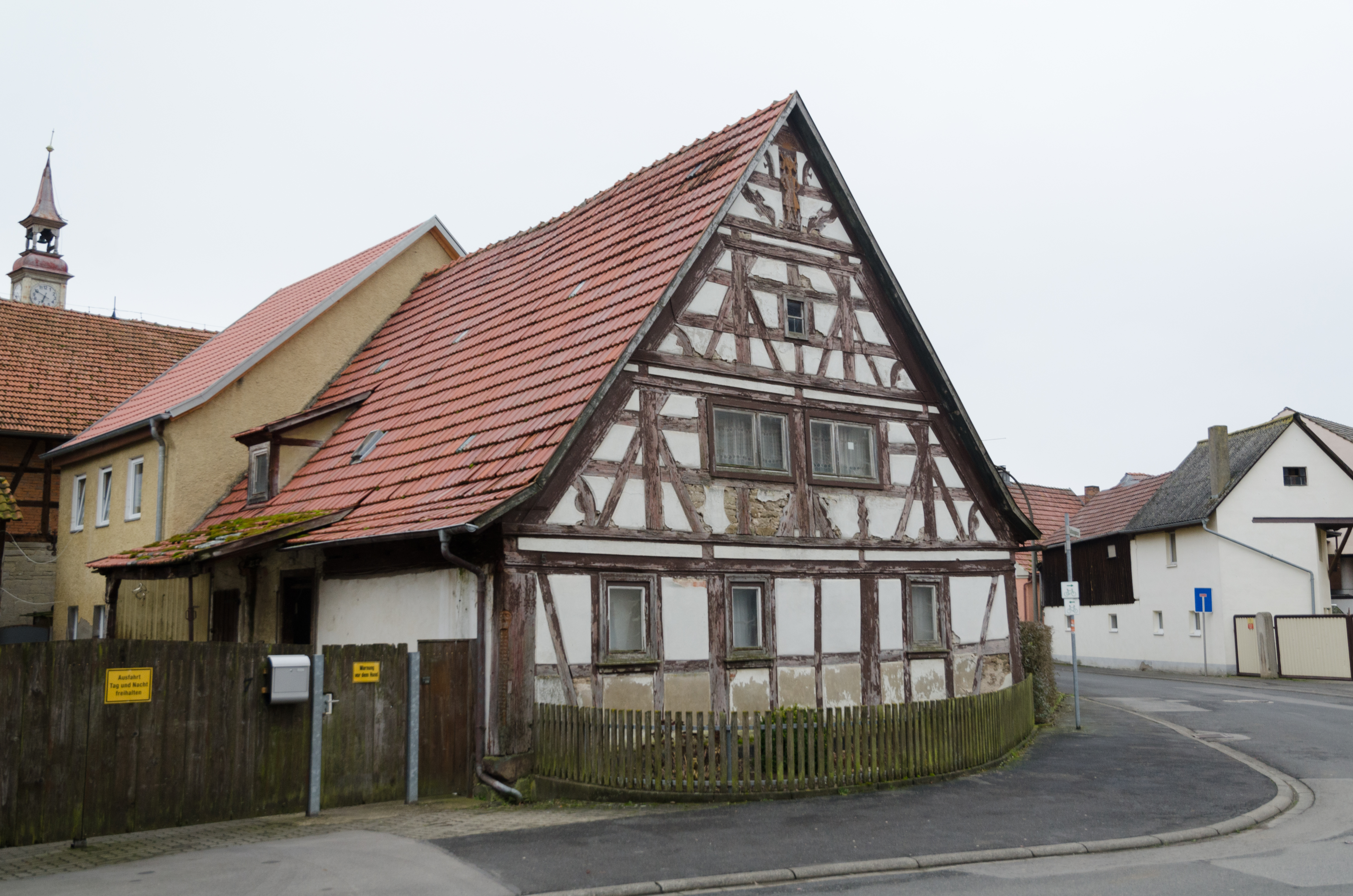
Lindenstraße 5 in Thundorf in Unterfranken

Das Gebäude in der Lindenstraße 5 in der bayerischen Gemeinde Thundorf in Unterfranken im Landkreis Bad Kissingen gehört zu den Thundorfer Baudenkmälern und ist unter der Nummer D-6-72-157-5 in der Bayerischen Denkmalliste registriert.

## Geschichte
Wie die an einem Eckständer des Gebäudes befindliche Inschrift „Hans/Koch/Söder/1690“ zeigt, wurde das Anwesen im Jahr 1690 von Hans Kochsöder errichtet. Hans Kochsöder ist in alten Urkunden aus der Zeit der Herren von Rosenbach und von 1677 bis 1683 als protestantischer Einwohner des Ortes nachgewiesen.
Im Jahr 1875 wurde das Anwesen von Georg Hückmann für 800 Gulden an den Schreiner Kaspar Korn verkauft. Vor 1900 wurde an die Nordwestseite des Gebäudes ein kleines Backhaus angebaut. Im Jahr 1902 wurde es von der Familie Geier erworben. Um das Jahr 1950 fanden ein Umbau des Daches sowie der Einbau von Einscheiben-Kippfenstern statt. Etwa 1967 wurden zum besseren Lichteinlass in das Gebäudeinnere zwei Gefache mit einem bereits stark verblassten Gemälde eines Schnitters und einer Schnitterin entfernt. Im Jahr 1974 fand eine Renovierung der Fassade statt, wobei der rotbraune Verputz weiß gestrichen wurde.